# Хёрли, Фрэнсис Томас
Фрэнсис Томас Хёрли (англ. Francis Thomas Hurley; 12 января 1927, Сан-Франциско, штат Калифорния, США — 10 января 2016, Анкоридж, штат Аляска, США) —  прелат Римско-католической церкви, 2-й епископ Джуно, 2-й архиепископ Анкориджа.

## Биография
Родился в Сан-Франциско, штат Калифорния, США. Он был одним из пяти детей в семье Марка Джозефа Хёрли и Жозефины Хёрли-Кеейн. Его старший брат, Марк Джозеф Хёрли также избрал церковное служение и стал епископом Санта-Розы в Калифорнии.
16 июня 1951 года был рукоположен в сан священника. Римский папа Павел VI 4 февраля 1970 года назначил его вспомогательным епископом в статусе апостольского администратора епархии Джуно на Аляске и титулярным епископом Дулика. Епископскую хиротонию 19 марта совершил его старший брат Марк Джозеф Хёрли, которому сослужили епископы Уильям Эдвард Макманус и Джозеф Луис Бернарден.
20 июля 1971 года был номинирован в епископы Джуно и 8 сентября взошёл на кафедру. Во время пребывания на кафедре особое внимание уделял служению в небольших и отдаленных приходах епархии. Участвовал в проведении реформы Второго Ватиканского собора в пределах своего диоцеза. Например, содействовал увеличению роли мирян в церкви.
4 мая 1976 года римский папа Павел VI назначил его архиепископом Анкориджа. Взошёл на кафедру 8 июля того же года, и пребывал на ней в течение двадцати четырёх лет. 3 марта 2001 года был отправлен на покой. Фрэнсис Томас Хёрли скончался у себя дома в Анкоридже 10 января 2016 года.